# Sakaide
Sakaide (坂出市, Sakaide-shi) és una ciutat i municipi de la prefectura de Kagawa, a la regió de Shikoku, Japó. La ciutat és coneguda per ser un dels dos punts d'origen extrems del gran pont de Seto, el qual travessa la mar interior de Seto i acaba a la ciutat d'Okayama, a la prefectura homònima, connectant així les illes de Shikoku i Honshu. El municipi també compren part de les illes Shiwaku.

## Geografia
El municipi de Sakaide està situat a la meitat central de la prefectura de Kagawa, al nord-est de l'illa de Shikoku. El territori del municipi comprén la part "continental", situada a Shikoku i la més gran i poblada i algunes de les illes Shiwaku, de les quals Sakaide controla la majoria i sent la més populosa la de Sei o Seijima. El terme municipal de Sakaide limita amb els de Takamatsu a l'est, Marugame i Utazu a l'oest i amb Ayagawa al sud. Al nord fa costa amb la mar interior de Seto.

## Història
Des d'almenys el període Heian fins a la fi del període Tokugawa, la zona on actualment es troba el municipi de Sakaide va formar part de l'antiga província de Sanuki. El 15 de febrer de 1890 es funda la vila de Sakaide dins del districte d'Aya a partir de l'antic poble de Sakaide. Durant la major part de l'era Showa, Sakaide s'annexiona pobles i viles adjacents fins a esdevindre ciutat l'1 de juliol de 1942.

## Política i govern

### Alcaldes
En aquesta taula només es reflecteixen els alcaldes democràtics, és a dir, des de l'any 1947.
| Alcalde           | Inici del mandat | Fi del mandat | Partit | Partit |
| Masamitsu Kamada  | 1947             | 1949          |        | Ind    |
| Senichi Hamada    | 1949             | 1953          |        | Ind    |
| Kyōhei Shimada    | 1953             | 1961          |        | Ind    |
| Harukichi Kamata  | 1961             | 1979          |        | Ind    |
| Kaoru Matsuura    | 1969             | 1973          |        | Ind    |
| Tatsuo Banjō      | 1973             | 1989          |        | Ind    |
| Toshiaki Matsuura | 1989             | 2009          |        | Ind    |
| Hiroshi Aya       | 2009             | -             |        | Ind    |

## Demografia
| 1920   | 1930   | 1940   | 1950   | 1960   | 1970   | 1980   |
| ------ | ------ | ------ | ------ | ------ | ------ | ------ |
| ND     | ND     | ND     | 66.572 | 62.142 | 64.147 | 66.290 |
| 1990   | 2000   | 2010   | 2020   | 2030   | 2040   | 2050   |
| 63.876 | 59.228 | 55.631 | 50.659 | -      | -      | -      |

## Transport

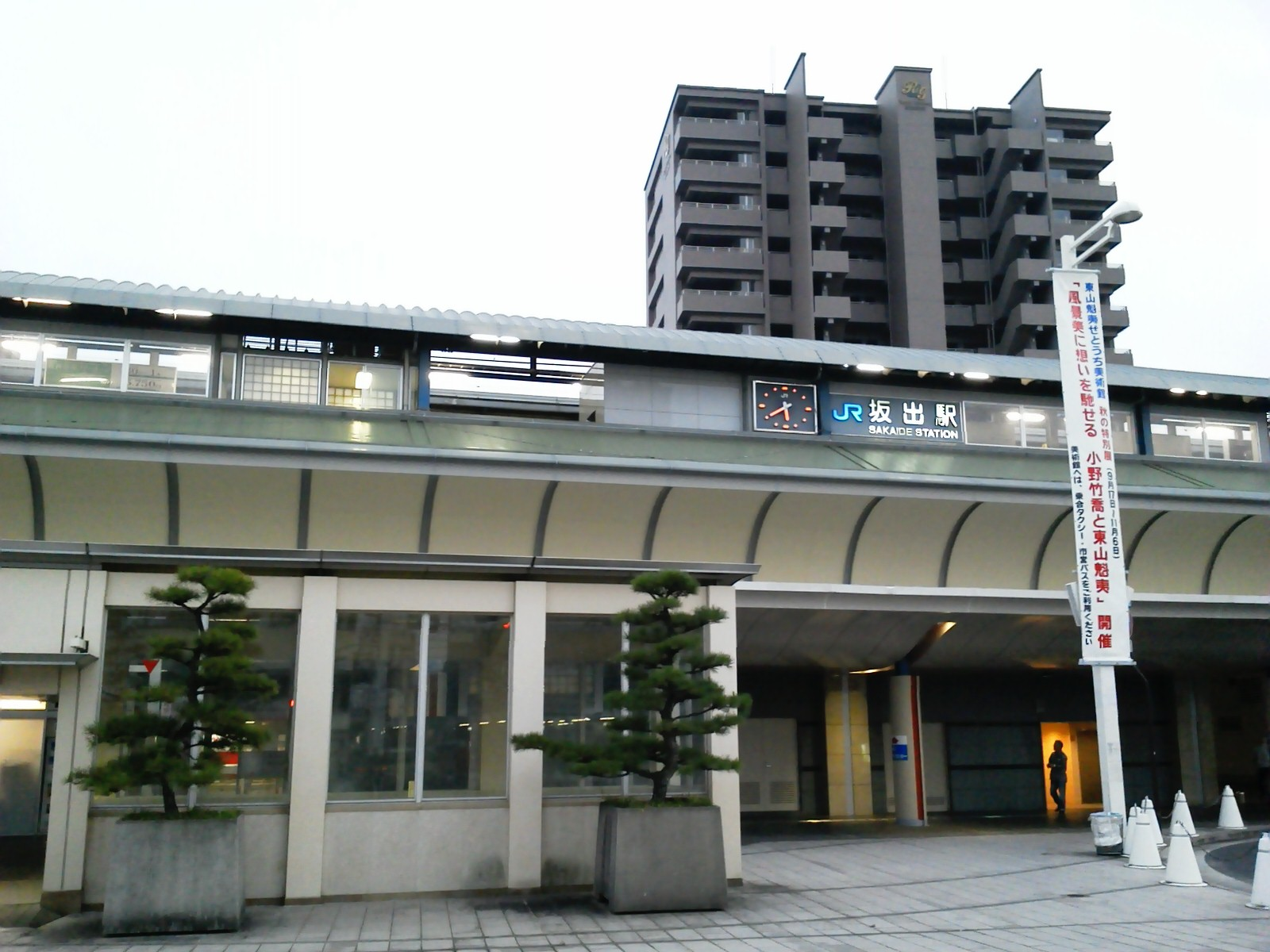
Estació de Sakaide

### Ferrocarril
- Companyia de Ferrocarrils de Shikoku (JR Shikoku)
  - Sanuki-Fuchū - Kamogawa - Yasoba - Sakaide

### Carretera
- Autopista central de Seto - Autopista de Takamatsu
- Nacional 11 - Nacional 30 - Nacional 319 - Nacional 438

### Mar
- Port de Sakaide
- Port de Yoshima (illa de Yo)

## Agermanaments
- Sausalito, Califòrnia, EUA. (2 de febrer de 1988)
- Lansing, Michigan, EUA. (12 d'abril de 1996)